# Pfauenrad-Frauenhaarfarn
Der Pfauenrad-Frauenhaarfarn (Adiantum pedatum) ist eine Art der Gattung Frauenhaarfarne (Adiantum) innerhalb der Familie Saumfarngewächse (Pteridaceae).

## Merkmale

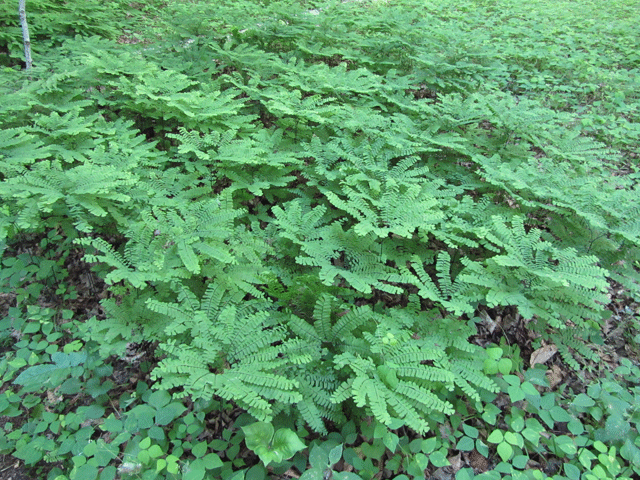
Habitus im Habitat

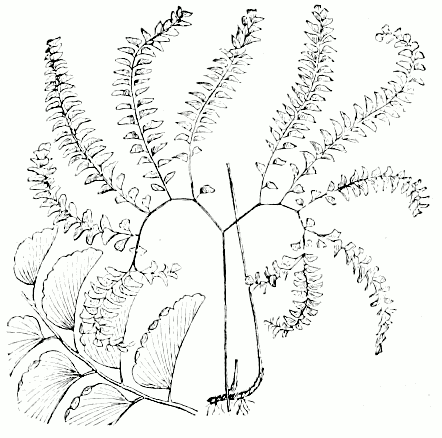
Illustration

Der Pfauenrad-Frauenhaarfarn ist eine ausdauernde krautige Pflanze, die Wuchshöhen von 20 bis 60 Zentimetern erreicht. Sie bildet ein Rhizom.
Die Blätter sind in Blattstiel und -spreite gegliedert. Der Umriss der Blattspreite ist halbkreis- bis kreisförmig, ihre Mittelrippe gabelt sich in zwei gleichartige Fiedern erster Ordnung. Die Fiedern zweiter Ordnung stehen fächerartig an der Mittelrippe, daher der Name Pfauenrad. Jede Fieder ist wieder einfach gefiedert. Die Fiederchen haben eine Länge von bis zu 2 Zentimetern, sie sind einseitig nach vorne gelappt.
Es sind mehr als zwei sporentragende Blattlappen vorhanden. Die Sporenreife ist im Juli und August.
Die Chromosomenzahl beträgt 2n = 58, 60, 87, 118 oder 120.

## Vorkommen
Der Pfauenrad-Frauenhaarfarn ist in Nordamerika, Ostasien und im Himalaya verbreitet. Er gedeiht in humusreichen, feuchten Wäldern, Uferzonen und an Wasserfällen vor.

## Taxonomie
Die Erstveröffentlichung erfolgte 1753 durch Carl von Linné in Species Plantarum, Tomus II, S. 1095.

## Nutzung
Der Pfauenrad-Frauenhaarfarn wird selten als Zierpflanze genutzt. Er ist seit spätestens 1635 in Kultur. Es gibt einige Sorten (Auswahl):
- ‘Compactum’: Die Pflanze ist gedrungen.
- ‘Laciniatum’: Die Fiederchen sind geschlitzt.
- ‘Imbricatum’: Die Fiederchen greifen übereinander, es werden Wuchshöhen von 10 bis 20 Zentimetern erreicht.

## Belege
- Eckehart J. Jäger, Friedrich Ebel, Peter Hanelt, Gerd K. Müller (Hrsg.): Rothmaler Exkursionsflora von Deutschland. Band 5: Krautige Zier- und Nutzpflanzen. Spektrum Akademischer Verlag, Berlin Heidelberg 2008, ISBN 978-3-8274-0918-8.